# Mit Gott für Kaiser und Reich
Mit Gott für Kaiser und Reich ist ein österreich-ungarischer Stummfilm in Form eines „patriotischen Dramas“ aus dem Jahr 1916 von Luise Kolm und Jakob Fleck.

## Handlung
Im Mittelpunkt der Geschichte stehen der k.u.k.-Major von Heß mit seiner Familie und sein Adjutant, Leutnant Falk. Beide Offiziere müssen sich von ihren Familien verabschieden, da sie zu einem Fronteinsatz an die russische Gefechtslinie versetzt werden. Während die Männer für Ruhm und Ehre kämpfen wollen, helfen die Daheimgebliebenen einander; so nimmt die Frau Majorin die Mutter des jungen Falk bei sich auf.
In den folgenden Szenen werden Eindrücke von Gefechten und Einsätzen der Kavallerie gezeigt, von Sturmangriffen und der Gefangennahme zaristischer Fußsoldaten. Mehrfach steht auch die Jagd nach weiblichen Spionen und ihrer Festsetzung im Handlungsgeschehen. Nach einiger Zeit an der Front, in der sich Heß und Falk als tapfere Helden erwiesen haben, kehren beide als Sieger zurück zu Frau, Tochter und Mutter. Der Empfang durch die Familie und mehreren Kriegsveteranen findet mit großem Jubel statt. Mit der Verlobung von Leutnant Falk und Klara von Heß findet die Geschichte ihr gutes Ende.

## Produktionsnotizen
Mit Gott für Kaiser und Reich wurde wohl gegen Ende 1915 produziert und als Vierakter am 24. März 1916 in Wien uraufgeführt. Als patriotisches Kinowerk war es auch für die Jugend freigegeben. Der Film besaß eine Länge von etwa 1500 Metern. Auch bei dem Kriegsalliierten Deutschland passierte das Werk im April 1916 mühelos die Zensur und wurde wenig später dort ebenfalls für die Jugend zugelassen.
Die Wiener Kunstfilm folgte mit dieser Produktion den Ende 1915 eingeschlagenen Weg patriotischer Kriegsfilme. Nach dem großen Publikumserfolg von Mit Herz und Hand fürs Vaterland, einer patriotischen Familiengeschichte um Heldenruhm auf dem Schlachtfeld, in dem ebenfalls Hermann Benke und die Filmdebütantin Liane Haid zwei der Hauptrollen übernommen hatte, holte man diese beiden Darsteller auch für Mit Gott für Kaiser und Reich.

## Kritiken
In Paimann’s Filmlisten ist zu lesen: „Stoff einfach, schlicht, Photos sehr gut, Gefechtsszenen und Spiel prima. Musik, speziell die Spieluhrszene beim Abschied, und die Gefechtspiecen ausgezeichnet und dürfte deren Klangfülle bei präzisem Zusammenspiel der Musik mit dem Film noch besser zur Geltung kommen. Die Bären- und die komische Küchenszene könnten zum Vorteil des Ganzen gekürzt werden. Meiner Ansicht nach dürfte dieser vaterländische Film wieder ein Kassenstück ersten Ranges werden.“